# Dong dong de jia qi
Dong dong de jia qi (xinès), "un estiu amb l'avi") és una pel·lícula de drama familiar taiwanès de 1984 dirigida per Hou Hsiao-hsien i coescrita amb Hou per Chu T'ien-wen. La pel·lícula explica les gestes semi-autobiogràfiques d'un germà i una germana joves que passen un estiu crucial al país amb els seus avis mentre la seva mare està a cures crítiques a l'hospital.
La pel·lícula va ser la sisena de Hou, i la primera després del seu èxit internacional Feng gui lai de ren (1983). Va ser ben rebuda per la crítica a Taiwan i en els circuits de festivals nord-americans i europeus, guanyant el Premi del Jurat al Festival Internacional de Cinema de Locarno el 1985 i el Montgolfière d'or al 1985 Festival de Cinema dels Tres Continents de Nantes.

## Trama
Un nen petit, Dong-Dong i la seva germana passen unes vacances d'estiu a casa dels seus avis al camp mentre la seva mare es recupera d'una malaltia; passen les hores pujant als arbres, nedant en un rierol, buscant bestiar desaparegut i afrontant amb inquietuds les realitats enigmàtiques i de vegades amenaçadores de la vida adulta.

## Repartiment
- Guo Yen-zheng: un infant
- C. Chen Li
- Mei-feng
- Edward Yang
- Yang Lai-yin

## Recepció
El Chicago Reader va donar a la pel·lícula una crítica positiva, qualificant la pel·lícula un "record líric de la infància" i elogiant la "atenció fina i poc sentimental a l'incident de la infància".